# اوخابه
اوخابه (به لهستانی:  Ochaby) یک روستا در لهستان است که در گمینا سکوچوو واقع شده‌است. اوخابه ۱۳٫۱۸ کیلومتر مربع مساحت و ۲٬۰۱۶ نفر جمعیت دارد.